# Karin Nink

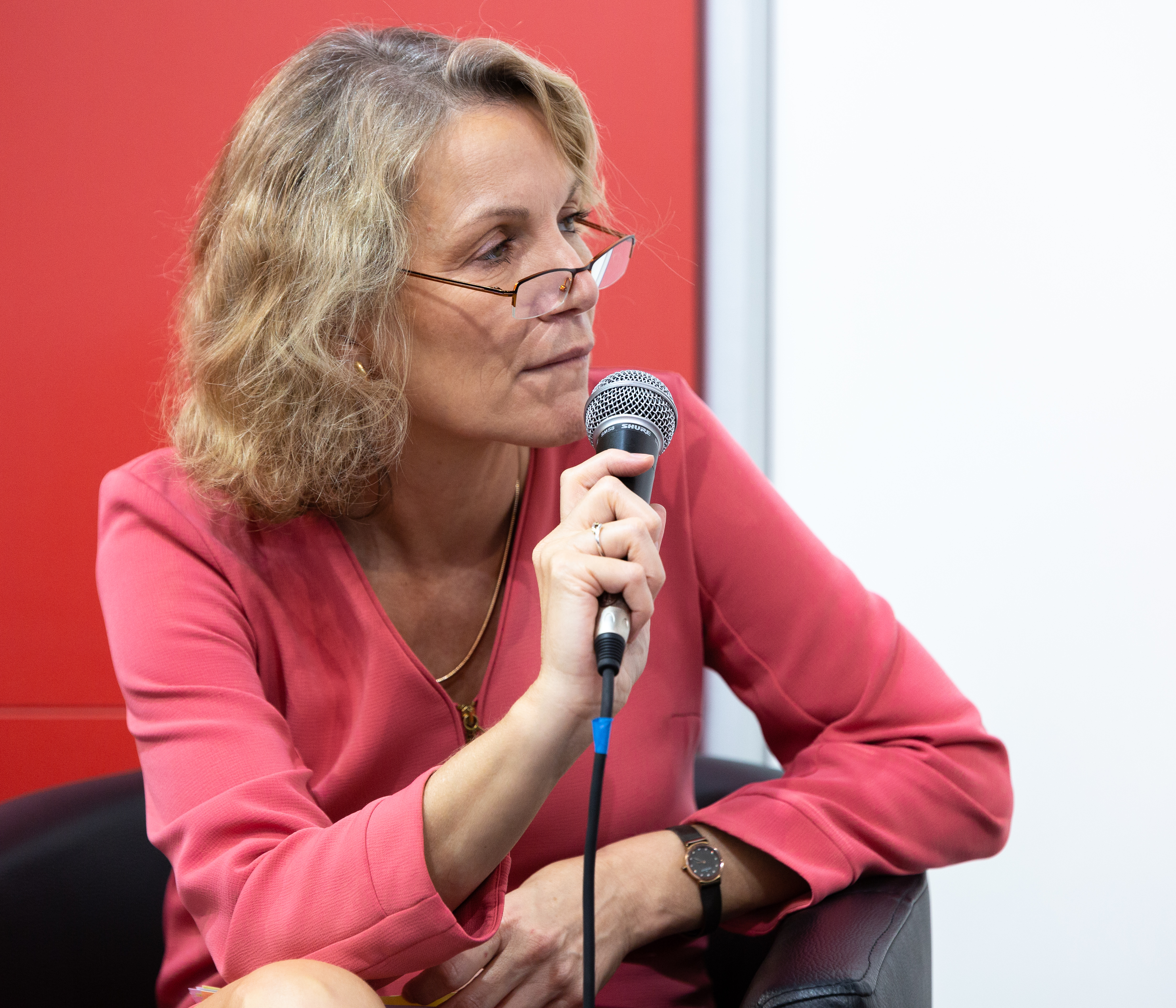
Karin Nink (2018)

Karin Nink (* 1961, zeitweise auch Karin Nink-Lepartz) ist eine deutsche Journalistin und Chefredakteurin des Vorwärts und der Kommunalzeitschrift DEMO.

## Werdegang
Nink begann ihre journalistische Laufbahn beim Kölner Stadt-Anzeiger. 1995 wechselte sie zur taz, wo sie sich mit Tina Stadlmayer eine Stelle als Parlamentskorrespondentin teilte. Von Ende 1996 bis 1999 arbeitete sie drei Jahre als Frankreich-Korrespondentin in Paris. 2000 ging Nink als politische Korrespondentin zur Financial Times Deutschland. 
2004 wurde Nink Sprecherin des damaligen SPD-Vorsitzenden Franz Müntefering. Bevor Nink 2013 zur Chefredakteurin des Vorwärts ernannt wurde, hatte sie die Öffentlichkeitsarbeit für die fünf Stellvertreter von Parteichef Sigmar Gabriel im Willy-Brandt-Haus koordiniert. Seit Mai 2015 ist Nink auch Chefredakteurin der Kommunalzeitschrift DEMO. Im Oktober 2015 wurde sie zusätzlich zur Geschäftsführerin der zur DDVG gehörenden Berliner vorwärts Verlagsgesellschaft (BvVG), dem Verlag von Vorwärts und DEMO, berufen.
Nink lebt in Berlin.